# Ильич (Отрадненский район)
Ильи́ч — хутор в Отрадненском районе Краснодарского края.
Входит в состав Передовского сельского поселения.

## География
Хутор находится на правом берегу реки Уруп, на расстоянии 45 км к юго-западу от станицы Отрадная, административного центра района.

## Население
| 2002 | 2010 |
| ---- | ---- |
| 288  | ↘225 |

## Улицы
- ул. Красная,
- ул. Кувинская,
- ул. Ленина.

## Достопримечательности
В окрестностях хутора расположено средневековое Ильичёвское городище (IX—XIII вв.) — памятник археологии. Много различных пещер, руины древних храмов. Было открыто в 1962 году археологом Михаилом Ложкиным. В 2020 году учёный из Университета Гента Джон Лэтам-Спринкл высказал предположение, что это городище представляет собой остатки Магаса, столицы древнего Аланского царства.